# Pítia (Aristóteles)
Pítia (em grego: Πυθιάς, transl. Pūthiás) foi o nome de duas pessoas ligadas a Aristóteles: uma esposa e uma filha.
Pítia (ca. 362 a.C. — ca. 335 a.C.) era filha adoptiva de Hérmias de Atarneu, e foi a primeira esposa de Aristóteles. Pítia morreu antes de seu marido, fato que é conhecido através de seu testamento, deixou expresso em seu testamento que os ossos de Pítia fossem enterrados junto com os seus.
Pítia, filha de Aristóteles e Pítia se casou por três vezes, e também teria morrido antes de Aristóteles. Seu primeiro marido foi Nicanor, sobrinho de Aristóteles e filho de sua irmã, Arimneste. De acordo com o testamento de Aristóteles, Nicanor passou a administrador o patrimônio da família até que Nicômaco fosse maior de idade; seu segundo marido foi Prócles de Esparta, e o terceiro foi Metrodoro, um médico.